# Procol Harum (album)
Procol Harum je první studiové album anglické skupiny Procol Harum. Vydáno bylo v září roku 1967 společností Regal Zonophone Records. Nahráno bylo v červnu toho roku ve studiu Olympic Studios a jeho producentem byl Denny Cordell. Album navázalo na úspěšný debutový singl kapely s názvem „A Whiter Shade of Pale“ (tato píseň se na původním albu neobjevila, vyšla až na jeho později vydané americké verzi).

## Seznam skladeb
Autory všech skladeb jsou Gary Brooker (hudba) a Keith Reid (texty), s výjimkou písně „Repent Walpurgis“ (Matthew Fisher).
1. „Conquistador“ – 2:42
2. „She Wandered Through the Garden Fence“ – 3:29
3. „Something Following Me“ – 3:40
4. „Mabel“ – 1:55
5. „Cerdes (Outside the Gates Of)“ – 5:07
6. „A Christmas Camel“ – 4:54
7. „Kaleidoscope“ – 2:57
8. „Salad Days (Are Here Again)“ – 3:44
9. „Good Captain Clack“ – 1:32
10. „Repent Walpurgis“ – 5:05

## Obsazení
- Gary Brooker – zpěv, klavír
- Robin Trower – kytara
- Matthew Fisher – varhany
- David Knights – baskytara
- B. J. Wilson – bicí